# 베트남 민주공화국

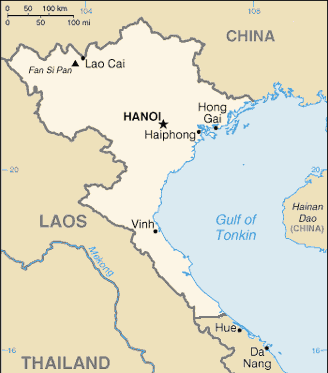
북베트남 지도

베트남 민주공화국(베트남어: Việt Nam Dân chủ Cộng hòa비엣 남 전 쭈 꽁 호아 / 越南民主共和, 문화어: 윁남 민주공화국) 혹은 북베트남은 1945년부터 1976년까지 존재했던 동남아시아의 사회주의 국가로, 1954년 승인되었다. 남북베트남 모두 1976년 베트남 사회주의 공화국이 수립되면서 소멸했다.
제2차 세계 대전 이후 8월 혁명에서 비엣민을 이끌었던 호찌민이 1945년 9월 2일 독립을 선언한 뒤 베트남 민주공화국의 수립을 선포했다. 초창기부터 베트남 민주공화국은 베트남 북부에 잔존해 있던 지주와 자산가, 친프랑스 관료를 축출하면서 정권을 공고히 했다. 한편 프랑스는 제2차 대전 이후 베트남 일대를 다시 식민통치하기를 원했다. 1946년 12월 비엣민과 프랑스 사이에 제1차 인도차이나 전쟁이 발발했고, 비엣민은 베트남의 교외 지역 대부분을 장악하는데 성공했다. 1954년 프랑스가 패배한 뒤 제네바 회담에서 제1차 인도차이나 전쟁이 종결되었고, 베트남의 독립이 인정되었다. 제네바 회담에서 베트남은 북위 17도선을 기준으로 남북으로 임시 분할되었고, 1956년 7월 총선을 통해 베트남의 통합을 이룩할 것을 명시했다. 북위 17도 이북의 베트남 민주공화국이 다스리는 지역은 "북베트남"이라 불리게 되었고, 북위 17도 이남의 베트남국이 실질적으로 다스리는 지역은 "남베트남"이라고 불리게 되었다.
제네바 회담의 이행을 감독하는 것은 국제통제위원회에서 맡았으며, 인도, 캐나다, 폴란드 인민공화국으로 구성되어 있었다. 하지만 미국은 공정하게 수행된 유엔 감시하의 자유 선거를 통해 통일을 이룩할 것이라는
입장을 내놓으며 제네바 회담에 서명하지 않았다. 베트남국은 분할 자체에 강하게 반대했다. 1955년 7월 베트남국 총리였던 응오딘지엠은 베트남국이 제네바 회담에서 서명하지 않았기 때문에 이에 귀속되지 않는다고 주장하며 총선에 참여하지 않겠다고 밝혔고, 북베트남의 공산주의 정권에서는 자유로운 선거가 열릴 수 없을 것이라고 우려했다.
투표를 통한 통일의 실패는 1955년 베트남 전쟁으로 이어졌다. 베트남 인민군과 남베트남 민족해방전선은 베트남 공화국군을 상대로 게릴라전을 펼쳤으며, 중화인민공화국과 소련의 지원을 받았다. 도미노 이론에 입각하여, 미국은 오스트레일리아, 뉴질랜드, 태국, 대한민국과 같은 다른 자본주의 국가들과 함께 전쟁에 개입했다. 전쟁은 이웃 국가인 라오스, 캄보디아로 확전되었고, 베트남 민주공화국은 라오스에서 파테트라오를, 캄보디아에서 크메르 루주를 지원했다. 1973년 미국과 그 동맹국은 베트남에서 철수했고 1975년 베트남 인민군의 사이공 점령으로 베트남 공화국은 멸망했다.
베트남 전쟁이 끝난 후 남베트남 지역에는 남베트남 임시혁명정부가 들어섰으며, 1976년 7월 2일 베트남은 다시 통일했다. 통일 베트남은 현재까지 "베트남 사회주의 공화국"이라는 이름으로 유지되고 있으며, COMECON과 같은 여러 국제 기구의 회원국이 되었다.